# Caroline Cabot
Caroline Cabot, född 25 mars 1991, är en svensk journalist, kommunikatör och författare. Hon är mest känd för att ha skrivit boken Julkalendern genom tiderna från 2020, en faktabok med intervjuer och fakta om julkalendrarna i SVT från 1960 fram till 2020.

## Biografi
Cabot växte upp på västkusten och studerade i Lund. Som 19-åring tog Cabot anställning på Astrid Lindgrens värld i Vimmerby där hon jobbade genom åtta säsonger. Hon har senare jobbat som frilansande journalist och kommunikatör.
2018 producerade hon intervjuserien Nördarnas jul i julkalenderformat på studentradion Radio AF i Lund där hon intervjuade olika personer som varit med i produktionen av tidigare julkalendrar i SVT. Intervjuserien växte allt eftersom fram till boken Julkalendern genom tiderna som släpptes 2020.
14 december 2021 anordnade Cabot, en återträff för medverkande i julkalendern Mysteriet på Greveholm, 25 år efter premiären. Återträffen anordnades i samarbete med insamlingskampanjen Musikhjälpen som också sändes via internet.
Sedan 2023 arbetar Cabot på en bok om Astrid Lindgren som inspirerades av hennes tid på Astrid Lindgrens värld. Bokprojektet, där Cabot intervjuat flera personer från Astrid Lindgrens liv och trakten där hon bodde, har fått stöd från Helge Ax:son Johnsons stiftelse.